# Ampelákia (ort i Grekland, Attika)
Ampelákia (Ampelakia) är en ort i Grekland.   Den ligger i prefekturen Nomós Piraiós och regionen Attika, i den sydöstra delen av landet, 17 km väster om huvudstaden Aten. Ampelákia ligger 18 meter över havet och antalet invånare är 4 710. Den ligger på ön Salamis.
Terrängen runt Ampelákia är varierad. Havet är nära Ampelákia åt sydost.  Närmaste större samhälle är Aten, 17,1 km öster om Ampelákia. 